# 拉阿尔武埃拉之战
阿爾武埃拉之战（西班牙語：Batalla de La Albuera）是半島戰爭裡的其中一戰。一支英國、西班牙、葡萄牙組成的多國部隊在西班牙的一個小村庄阿爾武埃拉莊與法國南方軍（Armée du Midi）遭遇。
1810年，法軍元帅马塞纳的军队攻擊葡萄牙的行動，已经進入一个日益绝望的对峙狀態。威靈頓公爵盟軍，安全地躲在托裏什韋德拉什防線之後。 在拿破仑的命令下，1811年初苏尔特元帅领导的法国远征军從安達魯西亞进入埃斯特雷马杜拉以誘引威靈頓的部队远离防线並缓解马塞纳的困境。 但拿破仑的信息已经过时和苏尔特的援軍来得太晚；飢寒交迫下，马塞纳的军队已经撤回西班牙。 苏尔特攻克具有重要战略意义的巴達霍斯堡壘-位於西班牙和葡萄牙之間的邊界 ，但是又被迫返回安达卢西亚支援維克多元帥在三月的巴罗萨輸掉的戰役的。不過，苏尔特在巴达霍斯仍然驻守著相當多的軍隊。四月，聽聞马塞纳完全撤出自葡萄牙的消息，威靈頓派了一支强大的 英國-葡萄牙聯軍，並由威廉*贝雷斯福德公爵指揮。此次行動重新夺回了边境城镇。盟軍掃蕩了大多数周边地区的法國勢力，并开始围攻巴达霍斯.
苏尔特迅速从在安达卢西亚的法國部隊組織一支新的军队。並在貝雷斯福德圍攻巴達霍斯前，延緩了他們的行動。另外，蘇爾特取得了一個瓦昆*布萊克的軍隊即將來襲的情報，於是，蘇爾特計畫將他的軍隊從側面插入貝雷斯福德和瓦昆*布萊克的軍隊中。然而,苏尔特收到的又是过时的信息;西班牙人已经与英葡聯軍連結起來,蘇爾特的24000名士兵现在面临著35000名英葡西联合盟军的士兵。
雙方的军队在奧多布拉的村莊遭遇。双方在接下来的戰鬥中激烈的拉鋸。法国最后終於在5月18日撤退。貝雷斯福德的軍隊筋疲力盡兒福法追擊，不過也恢复巴达霍斯的統治。尽管苏尔特未能緩解對巴達霍斯的圍攻,這場戰鬥几乎没有对整體战争有顯著战略的影响。仅仅一个月后,在1811年6月,英葡西盟军在來自葡萄牙及安達魯西亞進逼下被迫放弃围攻巴達霍斯。